# 川口短期大学
川口短期大学（日语：／ Kawaguchi Tankidaigaku *），简称川短（かわたん），是一所位于日本埼玉县川口市的私立短期大学。

## 概要

### 简介
- 源流成立于1972年[1]。短期大学成立于1987年[1]、由学校法人峰德学园经营[1]。于2000年开始招収男学生[1]。

### 历史
- 1987年 川口短期大学成立并同时设置经营实际业务科[注 3][1]。
- 2000年 开始招収男学生[1]。
- 2006年 经营实际业务科[注 3]变更为商务实际业务学科[注 1][1]。
- 2008年 儿童学科[注 2]成立[1]。

### 宪章
- 请参看川口短期大学的标志 （页面存档备份，存于） （日語） 2013年11月23日阅览。

## 学校环境
- 校区：在埼玉县川口市

## 历任校长
- 初又才次郎：第一代短期大学校长[2]。
- 峰岸进：现在短期大学校长[3]

## 组织

### 学科
- 商务实际业务学科[注 1]
- 儿童学科[注 2]

### 专科
| - 没有 |

### 业余课程
| - 没有 |

### 附属机关
| - 信息媒体中心 |

## 相关链接
- 日本短期大学列表